# Tancrède Tibaldi
Pour les articles homonymes, voir Tibaldi.
Tancrède Joseph Tibaldi, né Tancredi Giuseppe Tibaldi à Solero en 1851, et mort à Aoste en 1916, est un écrivain et un essayiste italien, spécialisé dans l'histoire, le folklore et la culture populaire valdôtaines.

## Biographie
Tancrède Tibaldi naît à Solero en 1851.
Il est le seul historien valdôtain laïc à une époque, celle qui suit l'unification de l'Italie, marquée par d'importants changements au niveau local en Vallée d'Aoste.
Il étudie les traditions et les changements se produisant sur le plan linguistique et des mœurs, notamment à travers des légendes et des anecdotes. Ses études du folklore sont consacrées, entre autres, à la Badoche de La Salle à travers l'histoire d'un Valdôtain du XVIIe siècle, appelé Ours Thibaut, parue en 1892.
Il rédige la biographie de personnalités importantes de son époque, comme celle d'Innocent Manzetti, parue en 1897.
Il travaille également comme chancelier au tribunal d'Aoste, et comme journaliste. Il est élu syndic à Saint-Denis et s'intéresse au château de Cly, notamment en promouvant son achat de la part de l'administration communale en 1900.
En raison de ses idées libérales et anticléricales, il constitue une exception pour son époque. Il est parfois accusé de plagiat, et il est accusé notamment par François-Gabriel Frutaz de privilégier la langue italienne dans ses ouvrages, dans une région majoritairement francophone. En 1902, il publie le premier ouvrage d'histoire en italien paru en Vallée d'Aoste.
Il meurt à Aoste en 1916.

## Principales œuvres
- La Vallée d'Aoste: au moyen âge et à la Renaissance, essai, Turin : J. Tarizzo, 1886
- Épilogue à l'Essai sur la peinture en Vallée d'Aoste : critique d'une critique, Ivrée : Établissement Laurent Garda, 1915
- Noël et la messe de minuit à Châtillon: tradition valdôtaine, Aoste : Imprimerie Louis Mensio, 1888.
- Les hôtels des monnaies de la cité et du duché d'Aoste, Aoste : imprimerie Marguerettaz, 1910.
- Une plante disparue de la Vallée d'Aoste, Genève : Kündig & fils, 1897.
- Veillées valdôtaines illustrées : contes, traditions et légendes, esquisses de mœurs, proverbes, dictons, 2e éd. revue et augmentée, Turin : Stabilimento Tipografico Edoardo Pianca, 1912.
- L'occision du dernier ours de la Vallée d'Aoste, Aoste : imprimerie Jean Fusanotti, 1909.
- Junie et Italicus, ou, La Vallée d'Aoste au siècle d'Auguste : récit historique, Turin : Imprimerie Roux et Favale, 1881.
- Ours Thibaut, conte valdôtain du 17. siècle, Ivrée : Imprimerie Laurent Garda, 1892.